# Hirzerseilbahn

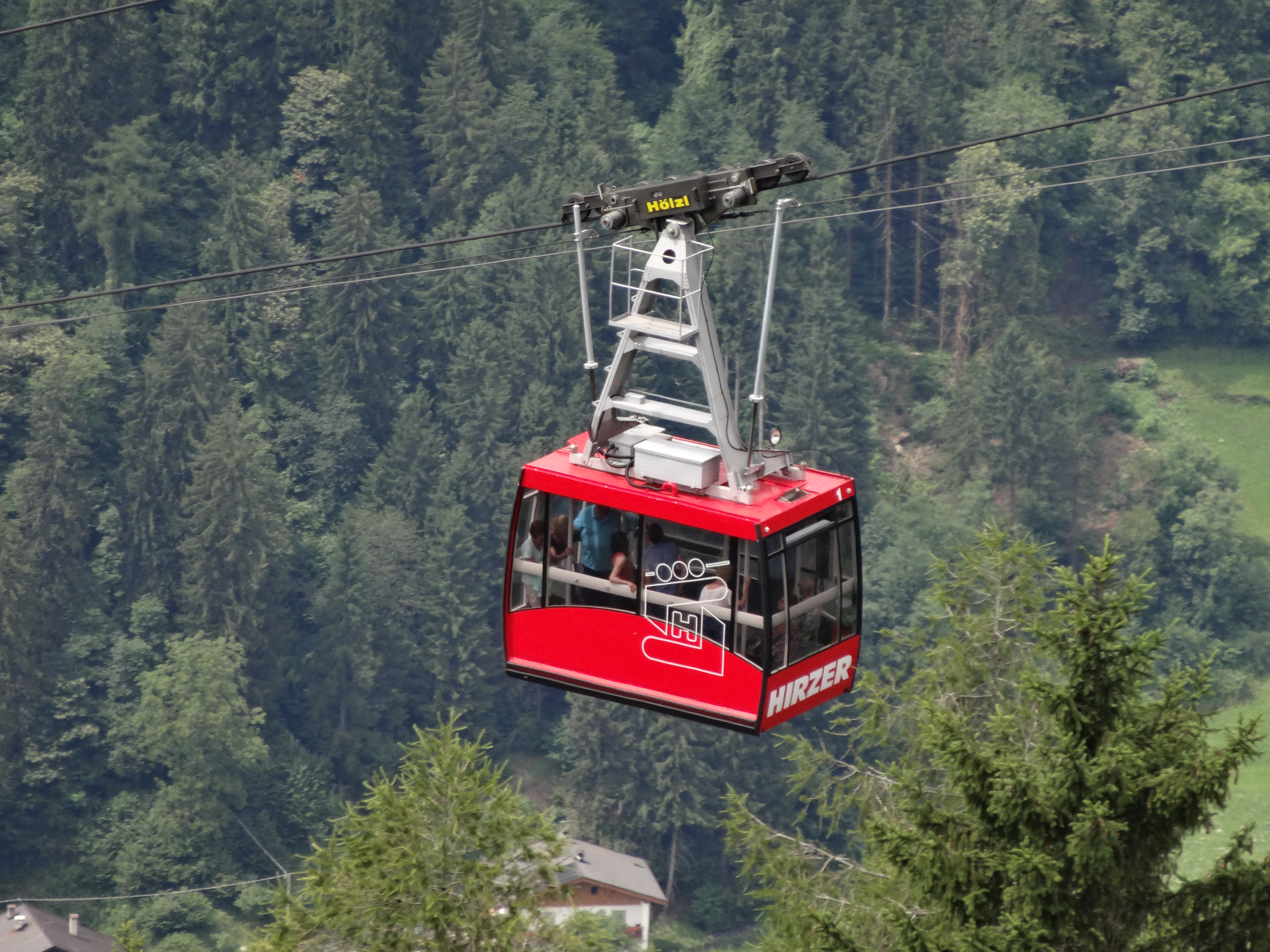
Hirzerseilbahn

Die Hirzerseilbahn ist eine Luftseilbahn in der Nähe von Meran. Sie führt von der Talstation in Saltaus auf 490 m s.l.m. (46° 43′ 43″ N, 11° 12′ 0″ O) über die Mittelstation Prenn (46° 44′ 4″ N, 11° 13′ 38″ O, 1404 m) zur Bergstation Klammeben in der Nähe der Hirzerhütte auf 1980 m (46° 44′ 18″ N, 11° 14′ 50″ O). Die Bahn überwindet auf dieser Strecke 1490 Meter Höhenunterschied. Die Streckenlänge beträgt 3981,5 Meter.
Die Bahn wurde 1974 eröffnet und von Hölzl GmbH erbaut.
In der Talstation der Bahn befindet sich eine offene Seilführung, in der Mittelstation kann die offene Steuerung der Anlage eingesehen werden. Es handelt sich um zwei voneinander unabhängige Anlagen, die in der Bozener Seilbahnstatistik verzeichnet sind.
Auf den Strecken Tal-Mittel und Mittel-Berg verkehren je zwei Gondeln mit einem Fassungsvermögen von 35 und 45 Personen. Die Bahn schafft bei der Fahrt 10 Meter pro Sekunde.

## Anschluss

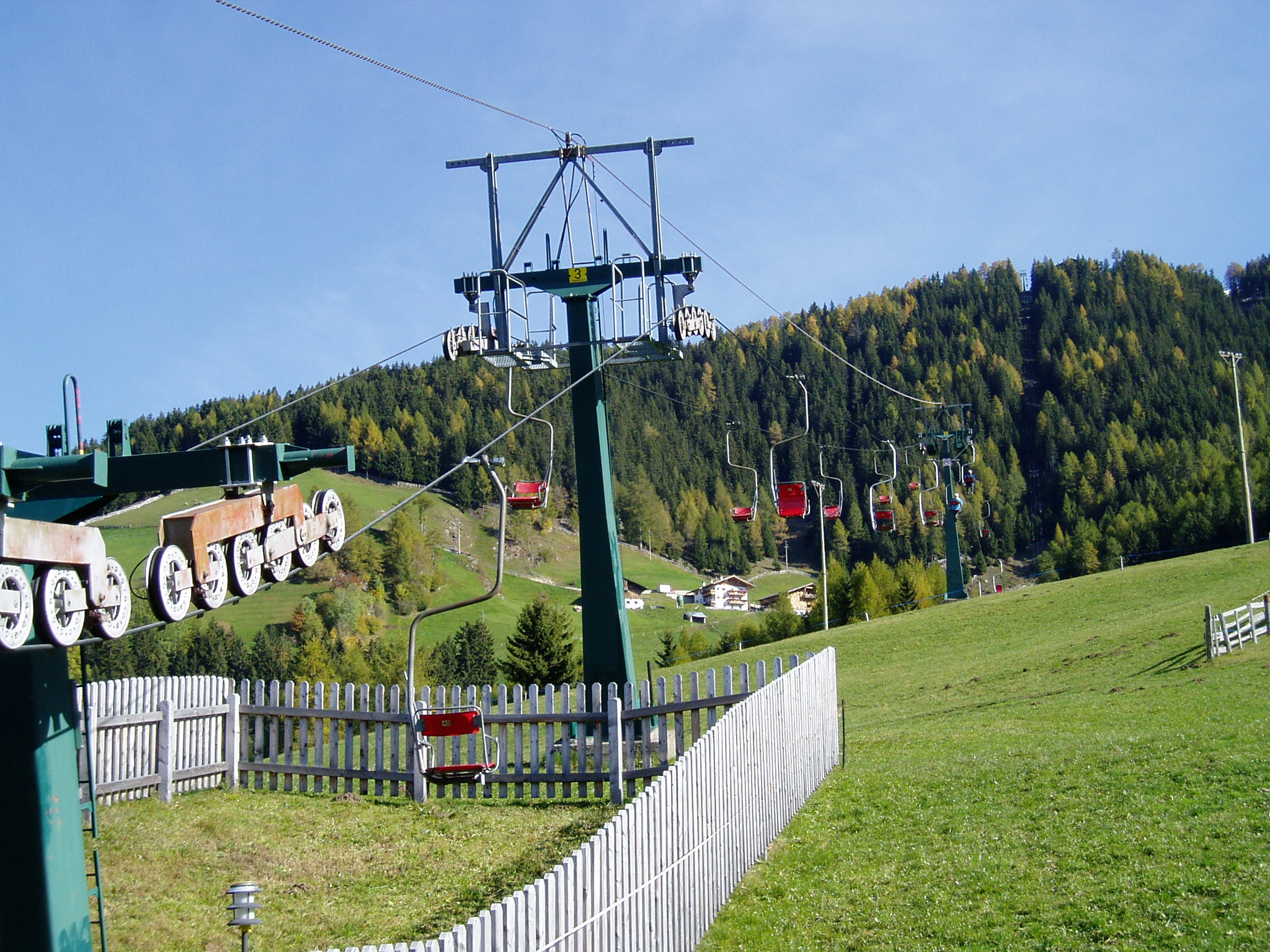
Sesselbahn Grube: Blick bergauf

Es besteht die Möglichkeit, mit der Sesselbahn Grube zur Bergstation der Seilbahn Verdins zu fahren. Sie führt auf direktem Weg nach Verdins.